# مونیکا بورلی هیلز
مونیکا بورلی هیلز (به انگلیسی: Monica Beverly Hillz) (زاده ۱۹۸۵) زن‌پوش، شخصیت تلویزیون واقع‌نما آمریکایی است.
او یک زن ترنس است.